# Quaestiones Medii Aevi Novae
Quaestiones Medii Aevi Novae – rocznik naukowy powstały 1994 roku. Pierwszy numer ukazał się w 1996 roku. Wydawcą jest Instytut Historyczny Uniwersytetu Warszawskiego. Redaktorem naczelnym jest Wojciech Fałkowski. Pismo jest wydawane w Warszawie przez Wydawnictwo DiG. Czasopismo poświęcone jest historii średniowiecza. Publikacje zawierają artykuły w języku francuskim, angielskim i niemieckim.